# 孔塞普西翁 (科連特斯省)
28°22′S 57°52′W / 28.367°S 57.867°W

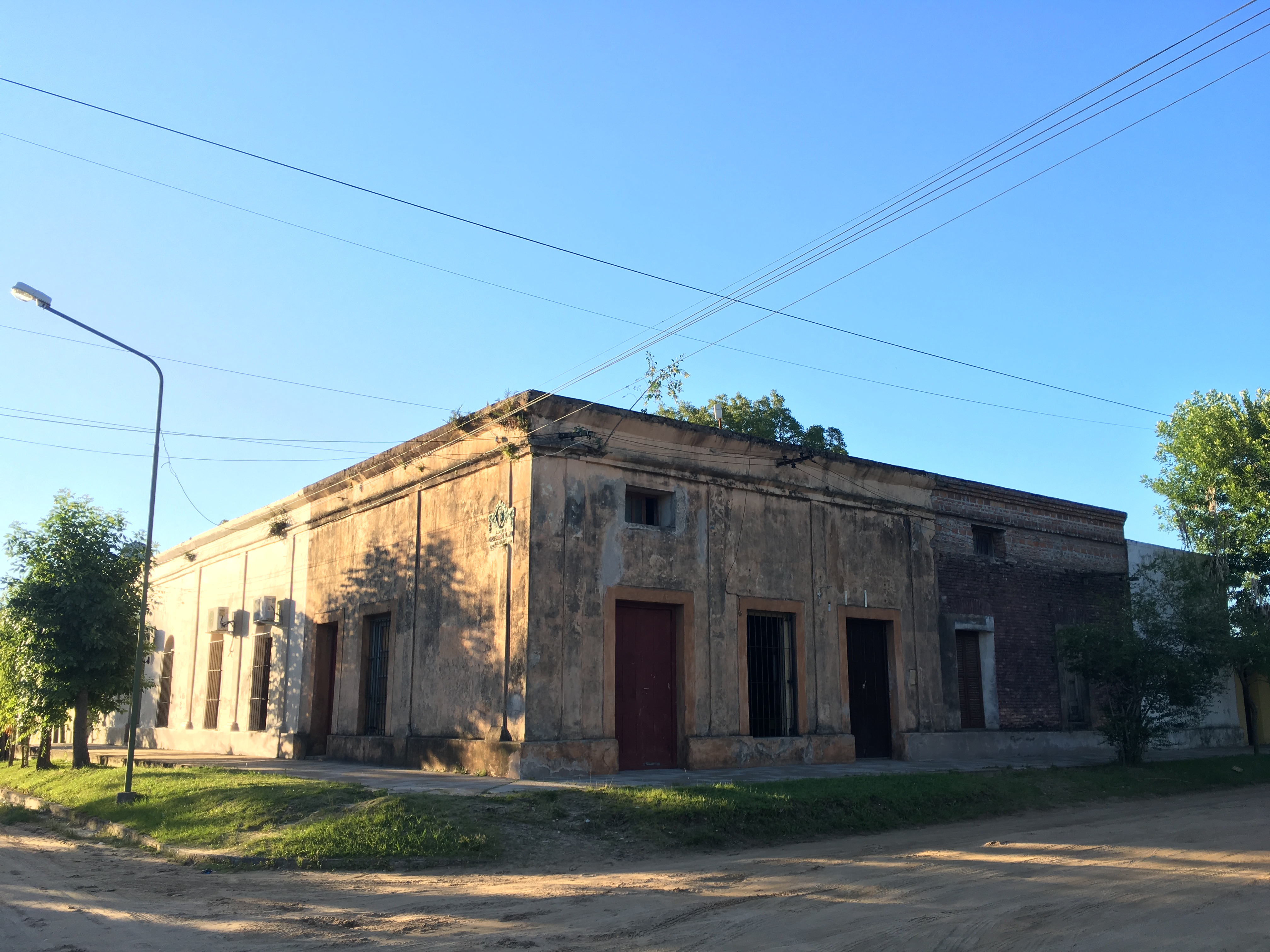
孔塞普西翁

孔塞普西翁（西班牙語：Concepción），是阿根廷的城鎮，位於該國北部科連特斯省，是孔塞普西翁縣的首府，距離科連特斯183公里，海拔高度51米，始建於1796年9月21日，2010年人口4,022。